# Limitations de vitesse au Monténégro
Les limitations de vitesse appliquées au Monténégro (abréviation officielle: MNE) sont les suivantes :
- 50 km/h en ville
- 80 km/h hors agglomération
- pas d'autoroute encore

## Autres règles
- Alcoolémie maximale autorisée au volant: 0 g/L d'alcool dans le sang